# Mount Kenney
Mount Kenney är ett berg i Antarktis. Det ligger i Västantarktis. Nya Zeeland gör anspråk på området. Toppen på Mount Kenney är 2 072 meter över havet.
Terrängen runt Mount Kenney är kuperad åt sydost, men åt nordväst är den bergig. Trakten är obefolkad. Det finns inga samhällen i närheten.